# Pogranicznyj (Rosja)
Pogranicznyj – osiedle typu miejskiego w Rosji, w Kraju Nadmorskim. W 2010 roku liczyło 10 280 mieszkańców.